# Lingua balcano-romanì
Il balcano-romanì (noto anche come romanì dei Balcani) è una lingua della famiglia della Lingua romaní, parlato da gruppi rom all'interno dei Balcani, che includono paesi come Albania, Bosnia-Erzegovina, Bulgaria, Grecia, Kosovo, Macedonia del Nord, Serbia, Slovenia, Turchia, Romania ecc. La lingua romanì dei Balcani è in genere una lingua orale. Questo dialetto è in pericolo perché, non solo è mal visto dagli altri europei, ma ha solo circa 763 670 parlanti rimasti nel mondo.

## Classificazione
Divisioni indo-europee, indo-iraniane, indo-arie, intermedie, occidentali, rom, balcaniche

## Storia
La maggior parte delle persone che parlano romanì balcanici sono rom stessi. Il popolo rom è in definitiva di origine indiana. Sebbene i romani siano originari dell'India, ora sono diffusi in tutta Europa.
I parlanti balcano-romanì sono emigrati costantemente nel corso degli anni in tutte le parti d'Europa. Da quando questi parlanti sono migrati in diverse parti d'Europa, si sono formati nuovi dialetti.

## Dialetti
I dialetti dei Balcani, noti anche come Balkan I, sono parlati in Albania, Bulgaria, Grecia, Iran, Kosovo, Macedonia, Moldavia, Romania, Serbia, Turchia e Ucraina. Questo gruppo comprende tra l'altro Arli Romanì (Albania, Grecia, Kosovo, Macedonia), Sepečides-Romanì (Grecia, Turchia), Ursari Romanì (Moldavia, Romania) e Crimea Romanì (Ucraina).
I dialetti Zis, chiamati anche Balkan II, sono una suddivisione distinta all'interno del gruppo balcano-romanì. Bugurdži, Drindari e Kalajdži Romanì sono parlati in Macedonia, Kosovo e nella Bulgaria settentrionale e centrale.
Elšík usa questa classificazione e esempi dialettali (informazioni geografiche da Matras):

## Distribuzione geografica
| Sottogruppo            | Dialetto           | Posto                                                                     |
| ---------------------- | ------------------ | ------------------------------------------------------------------------- |
| Balcani meridionali    | Prizren            | Kosovo                                                                    |
|                        | Arli               | Grecia, Albania, Macedonia, Kosovo                                        |
|                        | Prilep             | Macedonia                                                                 |
|                        | Kyrymitika         | Ucraina                                                                   |
|                        | Sofia Erli         | Sofia                                                                     |
|                        | Zargari            | Iran                                                                      |
|                        | Sepeči             | Grecia settentrionale, Turchia                                            |
|                        | Rumelian           | Parte europea della Turchia (Tracia orientale), storicamente dettaRumelia |
| Balcani settentrionali | Bugurdži           | Macedonia, Kosovo                                                         |
|                        | Razgrad Drindari   | Bulgaria nord-orientale                                                   |
|                        | Pazardžik Kalajdži | Bulgaria e immigrati in Macedonia e Kosovo                                |

## Fonologia
L'inventario fonografico del romanì non differisce in modo significativo da quello delle altre lingue europee, la maggior parte delle quali appartiene alla famiglia indo-europea.
Il sistema consonante del balcano-romanì differisce in un aspetto significativo da quello di altre lingue europee: ha i plosivi aspirati (fermate aspirate) caratteristici delle lingue indiane. Nel caso di Romani, questi sono i plosivi aspirati senza voce / ph, th, kh /, che nella maggior parte delle varianti di romanì, almeno all'inizio di una parola, hanno una funzione semanticamente distinta.

### Campione
| Romani (Bugurdži, Macedonia) | Romani (Arli, Macedonia)   | inglese                |
| ---------------------------- | -------------------------- | ---------------------- |
| Lačho [a] saba [h] i.        | Lačho [o] sabalje.         | Buongiorno.            |
| Lačho [to] zi [e] s.         | Lačho [o] dive.            | Buona giornata.        |
| Lačhi [ti] rat.              | Lačhi [i] rat.             | Buona notte.           |
| Sarai ad Anav?               | Sar si tiro anav?          | Come ti chiami?        |
| Mo anav isi Elvis.           | Mo anav si Elvis.          | Mi chiamo Elvis.       |
| Isinom lošalo kaj avdom tut! | Šukar te dikhav tut!       | Piacere di conoscerti! |
| Isinan prandime?             | Sijan li romnjakoro?       | Sei sposato?           |
| Va, me isinom prandime.      | Va, me sijum romnjakoro.   | Si sono sposata.       |
| Na, me isinom biprandime.    | Na, io sijum biromnjakoro. | No, non sono sposata.  |
| Me isi man raklija.          | Me si ma raklija.          | Ho una ragazza.        |

| Numero | Romani      | Significato letterale |
| ------ | ----------- | --------------------- |
| 1      | jekh        | 1                     |
| 2      | duj         | 2                     |
| 3      | trin        | 3                     |
| 4      | štar        | 4                     |
| 5      | Panc        | 5                     |
| 6      | Sov         | 6                     |
| 7      | Efta        | 7                     |
| 8      | oxtó        | 8                     |
| 9      | Enja        | 9                     |
| 10     | deš         | 10                    |
| 11     | dešujekh    | 10 + 1                |
| 12     | dešuduj     | 10 + 2                |
| 13     | dešutrín    | 10 + 3                |
| 14     | dešuštár    | 10 + 4                |
| 15     | dešupánc    | 10 + 5                |
| 16     | dešušóv     | 10 + 6                |
| 17     | dešueftá    | 10 + 7                |
| 18     | dešuoxtó    | 10 + 8                |
| 19     | dešuenjá    | 10 + 9                |
| 20     | biš         | 20                    |
| 21     | biš-te-jekh | 20 + 1                |
| 22     | biš-te-DUJ  | 20 + 2                |
| 23     | biš-te-Trin | 20 + 3                |
| 24     | biš-te-štar | 20 + 4                |
| 25     | biš-te-Panc | 20 + 5                |

## Vocabolario e lessico
L'influenza lessicale turca è una parte determinante ed estremamente importante del dialetto romanì nei Balcani. La maggior parte delle parole, tuttavia, ha origine persiana. Prestiti dal persiano, armeno e greco bizantino formano il lessico pre-europeo. Alla fine, è difficile rintracciare l'origine definita di tutte le parole perché le parole del balcano-romanì provengono da molte fonti e le fonti di quelle lingue creano un puzzle complesso.

## Grammatica
La grammatica turca gioca un ruolo importante nel balcano-romanì. L'uso delle coniugazioni turche è ampiamente incorporato nel balcano-romanì e spesso, è difficile dire la differenza tra la grammatica delle due lingue a seconda della geografia. Il balcano-romanì ha una grammatica compartimentata originata da paradigmi verbali turchi insieme ad alcune influenze greche. Gran parte della morfologia della lingua ha origini greche e turche, motivo per cui la lingua è vista da molti professionisti come una lingua mista e quindi è difficile vedere dove finisce una lingua e inizia l'altra. Tutti i dialetti romanì usano desinenze nominali, nomi maschili e sostantivi di derivazione greci derivati.

### Morfologia
La morfologia della lingua romanì dei Balcani è di nuovo fortemente influenzata dalle lingue turca e greca. Molte persone vedono questa lingua come una sorta di melting pot perché ci sono così tante influenze diverse su di essa. Il turco e il greco potrebbero essere le lingue più influenti sui romanì dei Balcani, ma anche altre lingue, come l'armeno, lo hanno influenzato. Parte del substrato dei Balcani Romani sembra derivare dalle lingue indiane del nord medievale.